# Гречища
Гречища (укр. Гречища) — село в Любешовской поселковой общине Камень-Каширского района Волынской области Украины.
До 2020 года входило в Любешовский район.
Код КОАТУУ — 0723184802. Население по переписи 2001 года составляет 123 человека. Почтовый индекс — 44233. Телефонный код — 3362. Занимает площадь 590 км².